# إريك رينو
إريك رينو (بالفرنسية: Éric Renaud)‏ هو راكب الكنو فرنسي، ولد في 30 مايو 1961 في كريتاي في فرنسا.

## وصلات خارجية
- إريك رينو على موقع أوليمبيديا (الإنجليزية)